# Euphranta lacteata
Euphranta lacteata är en tvåvingeart som först beskrevs av Wulp 1891.  Euphranta lacteata ingår i släktet Euphranta och familjen borrflugor. Inga underarter finns listade i Catalogue of Life.